# Myxini
Los mixinos o mixines (Myxini), también conocidos como peces bruja o hiperotretos (Hyperotreti), son una clase de peces agnatos que incluye un solo orden, Myxiniformes, una sola familia, Myxinidae, y unas 60 especies actuales. Tienen hábitos alimenticios comúnmente carroñeros y depredadores, tienen ojos muy rudimentarios, y su sistema reproductor tiene ovarios y testículos en un mismo individuo, pero sin ser hermafroditas. Llegan a crecer hasta un metro y medio de longitud.

## Características

### Morfología externa

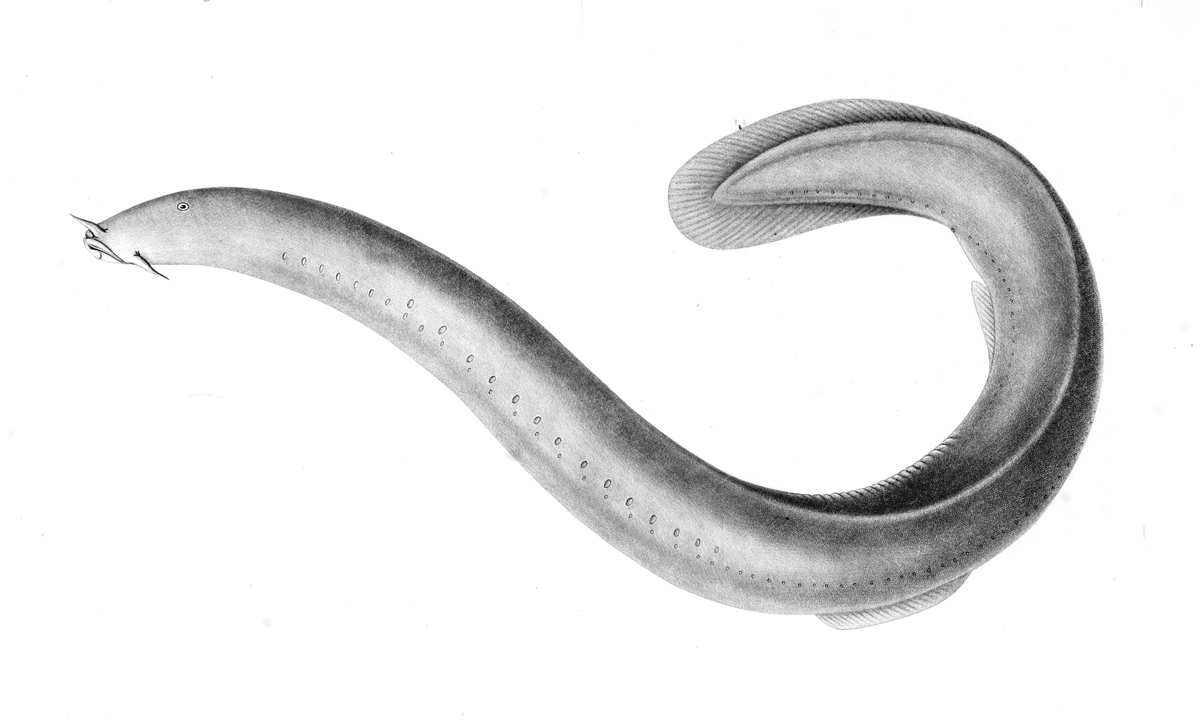
Eptatretus polytrema-

Los peces bruja suelen alcanzar una longitud de 35 a 60 cm. Las especies más pequeñas son las dos especies de Eptatretus de las costas de Taiwán, con una longitud de 20 a 30 cm, así como Myxine kuoi y Myxine pequenoi, que no superan los 18 cm. El Eptatretus carlhubbsi de las costas de Hawái y Guam alcanza hasta 100 cm. Son gusanos alargados, sin escamas y normalmente poco pigmentados. En consecuencia, el color de su piel -debido a la red capilar bajo la piel para la respiración cutánea- suele variar entre el blanco y el rosa. Algunas especies son también de color rosa oscuro a marrón rojizo. La sección de la cola es aplanada y posee una aleta que se extiende desde la parte dorsal a la ventral, que incluye el extremo posterior. El ano está situado directamente delante de la costura de la aleta ventral.

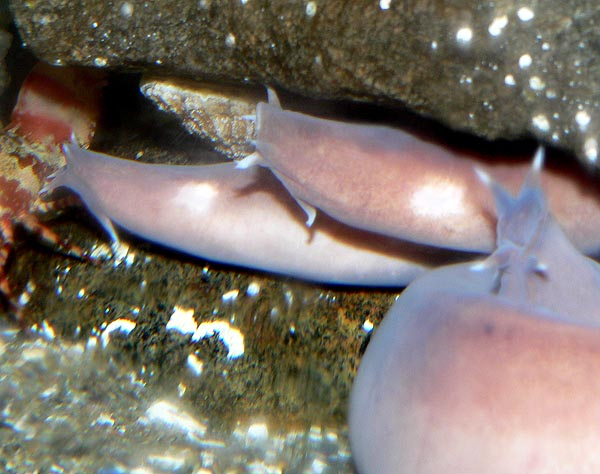
Sleimaale: cabezas con tentáculos claramente visibles.

La parte delantera se reconoce principalmente por los tentáculos situados en ella. Se trata de tres pares de grandes proyecciones y un pequeño par de tentáculos labiales, móviles y muy sensibles al tacto. También en la parte delantera se encuentra la abertura nasal, mientras que la boca está debajo del extremo delantero. Los ojos no son visibles debido a una capa de piel que los recubre. Carecen de lente y de iris, por lo que su función es muy limitada. Sin embargo, los mixinos tienen receptores sensibles a la luz en la piel, por lo que al menos pueden percibir cantidades de luz. Los sentidos principales, sin embargo, son el olfato y el tacto.
El moco está formado por numerosas células mucosas en la piel de los animales, que se distribuyen por todo el cuerpo. Las principales células mucosas están situadas lateralmente en dos filas longitudinales ligeramente abdominales por debajo de la línea media. Están hundidas en la hipodermis y son exprimidas por una musculatura separada dentro de la piel. Los poros son claramente visibles; en el mixino del Atlántico Norte Myxine glutinosa hay más de cien poros en ambos lados.

### Anatomía
Como taxón basal de vertebrados, los mixinos poseen elementos esqueléticos, pero en ellos éstos se limitan a algunas estructuras cartilaginosas en la región de la cabeza y filamentos cartilaginosos a lo largo de la cuerda dorsal celular. El encéfalo está casi exclusivamente envuelto por tejido conjuntivo y descansa sobre la incipiente cuerda en el tronco encefálico. Hacia delante, el tejido conjuntivo se funde en la cápsula nasal cartilaginosa y el tubo nasal. Por debajo, varios cartílagos en forma de gancho forman un esqueleto rudimentario de la cabeza. Destacan los cartílagos subnasales situados bajo el meato nasal y el gran cartílago lingual, importante para la ingesta de alimentos. El diente palatino está situado en un cartílago palatino por encima de la cavidad oral. Otras estructuras son los cartílagos tentaculares, que se extienden en los tentáculos, el cartílago pituitario por debajo del cerebro y los cartílagos coronoides a los lados de la cavidad oral. Los cartílagos velares también se extienden posteriormente para estabilizar las branquias.
En lugar de una mandíbula articulada verticalmente como en las bocas con mandíbulas (Gnathostomata), los mixinos tienen unas pocas estructuras móviles horizontalmente con proyecciones parecidas a dientes para arrancar su comida. Se trata de dientes de cuerno, que se sitúan en el extremo anterior del cartílago lingual y forman un aparato raspador.
El sistema nervioso central de los mixinos está formado por el cerebro y la médula espinal, que se encuentra por encima de la cuerda dorsal y tiene una estructura en forma de cinta. Esta última presenta distintos tipos de motoneuronas e interneuronas que, a diferencia de los vertebrados superiores, no están dispuestas segmentariamente. Otra diferencia es la formación de los nervios raquídeos: Las ramas dorsal y ventral se unen sólo en la periferia y no cerca de la médula espinal como en otros vertebrados. El sistema olfativo domina el cerebro con un bulbus olfactorius muy grande, mientras que otras áreas cerebrales son mucho más pequeñas. El cerebelo está completamente ausente en los mixinos. También llama la atención la reducción de los pares de nervios craneales a siete; los nervios craneales III, IV y VI están ausentes porque faltan los músculos oculares externos. Los nervios craneales inferiores XI y XII solo aparecen en vertebrado terrestre.).
Como ya se ha demostrado, el sistema olfativo de los mixinos está muy bien desarrollado y representa el sistema sensorial central. Los peces bruja no tienen un órgano de línea lateral típico de la mayoría de los peces; sin embargo, en la región de la cabeza de las especies de Eptatretus se encuentran órganos sensoriales que podrían tener una función similar. Los tentáculos también tienen papilas gustativas y mecanorreceptores. Los ojos probablemente sólo perciben diferencias de luminosidad; se cree que hay más células sensoras de luz en la piel de los animales.
La respiración tiene lugar a través de branquias, cuyas hendiduras branquiales terminan en bolsas branquiales. En los Myxinidae, las hendiduras branquiales desembocan todas en una única abertura, mientras que en los Eptatretinae se abren hacia el exterior individualmente. El flujo de agua respiratoria se produce por contracción muscular desde la abertura nasal a través del intestino anterior (branquia) y hacia el exterior a través de las bolsas branquiales. El sistema vascular consiste principalmente en un corazón muscular con una clara separación en una cámara principal (ventrículo) y una aurícula. Éste se encuentra detrás de las branquias y bombea la sangre a la aorta ventral (aorta abdominal), desde donde se le suministra oxígeno a través de las bolsas branquiales y pasa a la aorta dorsal (aorta dorsal). Otras arterias irrigan todas las regiones del cuerpo, y las venas devuelven la sangre al corazón. La acción de bombeo del corazón se apoya en una serie de zonas musculares más pequeñas (corazones cardinal, caudal y portal).
El intestino es alargado y desemboca en el ano sin asas. La región anterior está formada como un intestino branquial y transporta el agua respiratoria. Las enzimas digestivas son secretadas por la pared intestinal y no existe hígado, páncreas ni estómago separado.
Su reproducción es ovípara con fecundación externa.

## Modo de vida

### Uso del hábitat y dieta
Los peces bruja viven la mayor parte del tiempo enterrados en el sedimento del fondo marino, en el cual excavan con su extremo posterior mediante movimientos sinuosos, terminando en posición vertical con la cabeza orientada hacia la abertura del tubo. Las poblaciones de las zonas menos profundas del mar son principalmente nocturnas.
Su dieta consiste en organismos que viven en el fondo, como pequeños moluscos, gusanos, protozoos y bacterias, así como carroña de peces y otros animales más grandes que yacen en el lecho marino, cuyos cadáveres son aprovechados con gran eficiencia. Suelen utilizar aberturas corporales como las branquias o la boca para penetrar en el interior del cuerpo. También atacan a animales aún vivos, heridos e indefensos (por ejemplo, peces atrapados en redes de fondo), con lo cual pueden causar perjuicios económicos a los pescadores. Los mixinos han desarrollado una técnica especial para arrancar trozos de comida: forman un nudo y tiran de su cabeza a través del lazo resultante.
Como excavadores y como carroñeros, los peces bruja desempeñan un importante papel ecológico en las zonas marinas que habitan. Junto con otras especies, colonizan, entre otros lugares, las caídas de ballenas, cuyas partes blandas utilizan como alimento.

### Defensa con moco
Cuando los mixinos se sienten amenazados, segregan una secreción de sus células mucosas que aglutina bruscamente grandes cantidades de agua en forma de moco y bloquea la boca y branquias de los depredadores. En la mayoría de los casos, los atacantes expulsan la baba junto con el pez. El mixino se libra luego de su propia mucosidad haciendo un nudo con su cola y moviéndolo hacia la cabeza.
La secreción mucosa del mixino está formada por filamentos proteicos de hasta 15 cm de longitud, enrollados en marañas que se expanden en contacto con el agua, y por mucina. Se considera el aglutinante más eficiente de la naturaleza; un gramo es suficiente para formar unos diez litros de moco, lo que corresponde a una fracción de masa del 0,01 %. Como el moco se forma sin necesidad de ningún aporte energético, incluso el agua de mar fría se puede ligar sin problema. Sin embargo, es un producto inestable, no duradero, de ahí que no se lo considere un hidrogel.

### Reproducción y desarrollo
Los mixinos son hermafroditas, lo que significa que cada individuo produce tanto células germinales femeninas como masculinas. Los distintos gametos maduran probablemente en momentos diferentes para evitar la autofecundación. La formación de las células germinales tiene lugar en una única gónada en la parte posterior del cuerpo del animal; los productos se liberan en la cavidad abdominal y llegan al exterior a través de una salida.
La fecundación de los huevos tiene lugar en aguas abiertas. La puesta suele consistir en varios huevos largos y ovalados con una gran yema, unidos por filamentos adhesivos. Tras la fecundación, se produce el surco discoide, en el que se forma un disco germinal en la yema de los huevos y crece hasta convertirse en un embrión. Una vez completado el desarrollo, de los huevos salen animales jóvenes que ya se asemejan a los mixinos adultos; no hay larvas.

## Filogenia
Los mixinos se cuentan entre los craneados/vertebrados vivientes más primitivos. Carecen de mandíbulas por lo que, junto con las lampreas fueron clasificados como peces agnatos. Actualmente ese taxón está en desuso por ser parafilético. Anteriormente el término Vertebrata se usaba en sentido estricto para incluir solo a los craneados con auténticas vértebras (lampreas y vertebrados con mandíbulas), sin embargo todos los estudios genéticos  encontraron que esta agrupación no era válida ya que las lampreas están más estrechamente emparentadas con los mixinos que con los gnatostomados y compartieron un ancestro más reciente con los mixinos que con los vertebrados mandíbulados, por tanto deben incluirse en un mismo grupo llamado Cyclostomi. Evidencias fósiles recientes también apoyan que los mixinos son vertebrados, esto sugiere que los mixinos son descendientes de vertebrados sin mandíbula similares a las lampreas que durante su evolución perdieron las vértebras.  Esta agrupación exige excluir a las lampreas del clado Cephalaspidomorphi los cuales serían peces sin mandíbula más cercanos a los gnatostomados. Por tanto el término "Craniata" sería sinónimo de Vertebrata.

### Filogenia con los vertebrados
Una posible filogenia utilizando evidencia fósil y genética es la que sigue, en este caso las lampreas consideradas verdaderos vertebrados estarían menos relacionadas con los gnatostomados al estar genéticamente emparentadas con los mixinos, también en este cladograma puede notarse la parafilia de Cephalaspidomorphi con respecto a Gnathostomata:
|            | †Conodonta                                             |
|            |                                                        |
| Cyclostomi | \| \| Myxini \| \| \| \| \| \| Hyperoartia \| \| \| \| |
|            | \| \| Myxini \| \| \| \| \| \| Hyperoartia \| \| \| \| |
|            | Myxini                                                 |
|            |                                                        |
|            | Hyperoartia                                            |
|            |                                                        |

|  | Myxini      |
|  |             |
|  | Hyperoartia |
|  |             |

|  | †Galeaspida                                                    |
|  |                                                                |
|  | \| \| †Pituriaspida \| \| \| \| \| \| †Osteostraci \| \| \| \| |
|  |                                                                |
|  | †Pituriaspida                                                  |
|  |                                                                |
|  | †Osteostraci                                                   |
|  |                                                                |

|  | †Pituriaspida |
|  |               |
|  | †Osteostraci  |
|  |               |

|  | †Jamoytiiformes                                             |
|  |                                                             |
|  | †Euphanerida                                                |
|  |                                                             |
|  | \| \| †Anaspida \| \| \| \| \| \| Gnathostomata \| \| \| \| |
|  |                                                             |
|  | †Anaspida                                                   |
|  |                                                             |
|  | Gnathostomata                                               |
|  |                                                             |

|  | †Anaspida     |
|  |               |
|  | Gnathostomata |
|  |               |

|  | †Jamoytiiformes                                             |
|  |                                                             |
|  | †Euphanerida                                                |
|  |                                                             |
|  | \| \| †Anaspida \| \| \| \| \| \| Gnathostomata \| \| \| \| |
|  |                                                             |
|  | †Anaspida                                                   |
|  |                                                             |
|  | Gnathostomata                                               |
|  |                                                             |

|  | †Anaspida     |
|  |               |
|  | Gnathostomata |
|  |               |

|  | †Jamoytiiformes                                             |
|  |                                                             |
|  | †Euphanerida                                                |
|  |                                                             |
|  | \| \| †Anaspida \| \| \| \| \| \| Gnathostomata \| \| \| \| |
|  |                                                             |
|  | †Anaspida                                                   |
|  |                                                             |
|  | Gnathostomata                                               |
|  |                                                             |

|  | †Anaspida     |
|  |               |
|  | Gnathostomata |
|  |               |

|  | †Jamoytiiformes                                             |
|  |                                                             |
|  | †Euphanerida                                                |
|  |                                                             |
|  | \| \| †Anaspida \| \| \| \| \| \| Gnathostomata \| \| \| \| |
|  |                                                             |
|  | †Anaspida                                                   |
|  |                                                             |
|  | Gnathostomata                                               |
|  |                                                             |

|  | †Anaspida     |
|  |               |
|  | Gnathostomata |
|  |               |

|  | †Galeaspida                                                    |
|  |                                                                |
|  | \| \| †Pituriaspida \| \| \| \| \| \| †Osteostraci \| \| \| \| |
|  |                                                                |
|  | †Pituriaspida                                                  |
|  |                                                                |
|  | †Osteostraci                                                   |
|  |                                                                |

|  | †Pituriaspida |
|  |               |
|  | †Osteostraci  |
|  |               |

|  | †Jamoytiiformes                                             |
|  |                                                             |
|  | †Euphanerida                                                |
|  |                                                             |
|  | \| \| †Anaspida \| \| \| \| \| \| Gnathostomata \| \| \| \| |
|  |                                                             |
|  | †Anaspida                                                   |
|  |                                                             |
|  | Gnathostomata                                               |
|  |                                                             |

|  | †Anaspida     |
|  |               |
|  | Gnathostomata |
|  |               |

|  | †Jamoytiiformes                                             |
|  |                                                             |
|  | †Euphanerida                                                |
|  |                                                             |
|  | \| \| †Anaspida \| \| \| \| \| \| Gnathostomata \| \| \| \| |
|  |                                                             |
|  | †Anaspida                                                   |
|  |                                                             |
|  | Gnathostomata                                               |
|  |                                                             |

|  | †Anaspida     |
|  |               |
|  | Gnathostomata |
|  |               |

|  | †Jamoytiiformes                                             |
|  |                                                             |
|  | †Euphanerida                                                |
|  |                                                             |
|  | \| \| †Anaspida \| \| \| \| \| \| Gnathostomata \| \| \| \| |
|  |                                                             |
|  | †Anaspida                                                   |
|  |                                                             |
|  | Gnathostomata                                               |
|  |                                                             |

|  | †Anaspida     |
|  |               |
|  | Gnathostomata |
|  |               |

|  | †Jamoytiiformes                                             |
|  |                                                             |
|  | †Euphanerida                                                |
|  |                                                             |
|  | \| \| †Anaspida \| \| \| \| \| \| Gnathostomata \| \| \| \| |
|  |                                                             |
|  | †Anaspida                                                   |
|  |                                                             |
|  | Gnathostomata                                               |
|  |                                                             |

|  | †Anaspida     |
|  |               |
|  | Gnathostomata |
|  |               |

|  | †Galeaspida                                                    |
|  |                                                                |
|  | \| \| †Pituriaspida \| \| \| \| \| \| †Osteostraci \| \| \| \| |
|  |                                                                |
|  | †Pituriaspida                                                  |
|  |                                                                |
|  | †Osteostraci                                                   |
|  |                                                                |

|  | †Pituriaspida |
|  |               |
|  | †Osteostraci  |
|  |               |

|  | †Jamoytiiformes                                             |
|  |                                                             |
|  | †Euphanerida                                                |
|  |                                                             |
|  | \| \| †Anaspida \| \| \| \| \| \| Gnathostomata \| \| \| \| |
|  |                                                             |
|  | †Anaspida                                                   |
|  |                                                             |
|  | Gnathostomata                                               |
|  |                                                             |

|  | †Anaspida     |
|  |               |
|  | Gnathostomata |
|  |               |

|  | †Jamoytiiformes                                             |
|  |                                                             |
|  | †Euphanerida                                                |
|  |                                                             |
|  | \| \| †Anaspida \| \| \| \| \| \| Gnathostomata \| \| \| \| |
|  |                                                             |
|  | †Anaspida                                                   |
|  |                                                             |
|  | Gnathostomata                                               |
|  |                                                             |

|  | †Anaspida     |
|  |               |
|  | Gnathostomata |
|  |               |

|  | †Jamoytiiformes                                             |
|  |                                                             |
|  | †Euphanerida                                                |
|  |                                                             |
|  | \| \| †Anaspida \| \| \| \| \| \| Gnathostomata \| \| \| \| |
|  |                                                             |
|  | †Anaspida                                                   |
|  |                                                             |
|  | Gnathostomata                                               |
|  |                                                             |

|  | †Anaspida     |
|  |               |
|  | Gnathostomata |
|  |               |

|  | †Jamoytiiformes                                             |
|  |                                                             |
|  | †Euphanerida                                                |
|  |                                                             |
|  | \| \| †Anaspida \| \| \| \| \| \| Gnathostomata \| \| \| \| |
|  |                                                             |
|  | †Anaspida                                                   |
|  |                                                             |
|  | Gnathostomata                                               |
|  |                                                             |

|  | †Anaspida     |
|  |               |
|  | Gnathostomata |
|  |               |

|  | †Galeaspida                                                    |
|  |                                                                |
|  | \| \| †Pituriaspida \| \| \| \| \| \| †Osteostraci \| \| \| \| |
|  |                                                                |
|  | †Pituriaspida                                                  |
|  |                                                                |
|  | †Osteostraci                                                   |
|  |                                                                |

|  | †Pituriaspida |
|  |               |
|  | †Osteostraci  |
|  |               |

|  | †Jamoytiiformes                                             |
|  |                                                             |
|  | †Euphanerida                                                |
|  |                                                             |
|  | \| \| †Anaspida \| \| \| \| \| \| Gnathostomata \| \| \| \| |
|  |                                                             |
|  | †Anaspida                                                   |
|  |                                                             |
|  | Gnathostomata                                               |
|  |                                                             |

|  | †Anaspida     |
|  |               |
|  | Gnathostomata |
|  |               |

|  | †Jamoytiiformes                                             |
|  |                                                             |
|  | †Euphanerida                                                |
|  |                                                             |
|  | \| \| †Anaspida \| \| \| \| \| \| Gnathostomata \| \| \| \| |
|  |                                                             |
|  | †Anaspida                                                   |
|  |                                                             |
|  | Gnathostomata                                               |
|  |                                                             |

|  | †Anaspida     |
|  |               |
|  | Gnathostomata |
|  |               |

|  | †Jamoytiiformes                                             |
|  |                                                             |
|  | †Euphanerida                                                |
|  |                                                             |
|  | \| \| †Anaspida \| \| \| \| \| \| Gnathostomata \| \| \| \| |
|  |                                                             |
|  | †Anaspida                                                   |
|  |                                                             |
|  | Gnathostomata                                               |
|  |                                                             |

|  | †Anaspida     |
|  |               |
|  | Gnathostomata |
|  |               |

|  | †Jamoytiiformes                                             |
|  |                                                             |
|  | †Euphanerida                                                |
|  |                                                             |
|  | \| \| †Anaspida \| \| \| \| \| \| Gnathostomata \| \| \| \| |
|  |                                                             |
|  | †Anaspida                                                   |
|  |                                                             |
|  | Gnathostomata                                               |
|  |                                                             |

|  | †Anaspida     |
|  |               |
|  | Gnathostomata |
|  |               |

|            | †Conodonta                                             |
|            |                                                        |
| Cyclostomi | \| \| Myxini \| \| \| \| \| \| Hyperoartia \| \| \| \| |
|            | \| \| Myxini \| \| \| \| \| \| Hyperoartia \| \| \| \| |
|            | Myxini                                                 |
|            |                                                        |
|            | Hyperoartia                                            |
|            |                                                        |

|  | Myxini      |
|  |             |
|  | Hyperoartia |
|  |             |

|  | †Galeaspida                                                    |
|  |                                                                |
|  | \| \| †Pituriaspida \| \| \| \| \| \| †Osteostraci \| \| \| \| |
|  |                                                                |
|  | †Pituriaspida                                                  |
|  |                                                                |
|  | †Osteostraci                                                   |
|  |                                                                |

|  | †Pituriaspida |
|  |               |
|  | †Osteostraci  |
|  |               |

|  | †Jamoytiiformes                                             |
|  |                                                             |
|  | †Euphanerida                                                |
|  |                                                             |
|  | \| \| †Anaspida \| \| \| \| \| \| Gnathostomata \| \| \| \| |
|  |                                                             |
|  | †Anaspida                                                   |
|  |                                                             |
|  | Gnathostomata                                               |
|  |                                                             |

|  | †Anaspida     |
|  |               |
|  | Gnathostomata |
|  |               |

|  | †Jamoytiiformes                                             |
|  |                                                             |
|  | †Euphanerida                                                |
|  |                                                             |
|  | \| \| †Anaspida \| \| \| \| \| \| Gnathostomata \| \| \| \| |
|  |                                                             |
|  | †Anaspida                                                   |
|  |                                                             |
|  | Gnathostomata                                               |
|  |                                                             |

|  | †Anaspida     |
|  |               |
|  | Gnathostomata |
|  |               |

|  | †Jamoytiiformes                                             |
|  |                                                             |
|  | †Euphanerida                                                |
|  |                                                             |
|  | \| \| †Anaspida \| \| \| \| \| \| Gnathostomata \| \| \| \| |
|  |                                                             |
|  | †Anaspida                                                   |
|  |                                                             |
|  | Gnathostomata                                               |
|  |                                                             |

|  | †Anaspida     |
|  |               |
|  | Gnathostomata |
|  |               |

|  | †Jamoytiiformes                                             |
|  |                                                             |
|  | †Euphanerida                                                |
|  |                                                             |
|  | \| \| †Anaspida \| \| \| \| \| \| Gnathostomata \| \| \| \| |
|  |                                                             |
|  | †Anaspida                                                   |
|  |                                                             |
|  | Gnathostomata                                               |
|  |                                                             |

|  | †Anaspida     |
|  |               |
|  | Gnathostomata |
|  |               |

|  | †Galeaspida                                                    |
|  |                                                                |
|  | \| \| †Pituriaspida \| \| \| \| \| \| †Osteostraci \| \| \| \| |
|  |                                                                |
|  | †Pituriaspida                                                  |
|  |                                                                |
|  | †Osteostraci                                                   |
|  |                                                                |

|  | †Pituriaspida |
|  |               |
|  | †Osteostraci  |
|  |               |

|  | †Jamoytiiformes                                             |
|  |                                                             |
|  | †Euphanerida                                                |
|  |                                                             |
|  | \| \| †Anaspida \| \| \| \| \| \| Gnathostomata \| \| \| \| |
|  |                                                             |
|  | †Anaspida                                                   |
|  |                                                             |
|  | Gnathostomata                                               |
|  |                                                             |

|  | †Anaspida     |
|  |               |
|  | Gnathostomata |
|  |               |

|  | †Jamoytiiformes                                             |
|  |                                                             |
|  | †Euphanerida                                                |
|  |                                                             |
|  | \| \| †Anaspida \| \| \| \| \| \| Gnathostomata \| \| \| \| |
|  |                                                             |
|  | †Anaspida                                                   |
|  |                                                             |
|  | Gnathostomata                                               |
|  |                                                             |

|  | †Anaspida     |
|  |               |
|  | Gnathostomata |
|  |               |

|  | †Jamoytiiformes                                             |
|  |                                                             |
|  | †Euphanerida                                                |
|  |                                                             |
|  | \| \| †Anaspida \| \| \| \| \| \| Gnathostomata \| \| \| \| |
|  |                                                             |
|  | †Anaspida                                                   |
|  |                                                             |
|  | Gnathostomata                                               |
|  |                                                             |

|  | †Anaspida     |
|  |               |
|  | Gnathostomata |
|  |               |

|  | †Jamoytiiformes                                             |
|  |                                                             |
|  | †Euphanerida                                                |
|  |                                                             |
|  | \| \| †Anaspida \| \| \| \| \| \| Gnathostomata \| \| \| \| |
|  |                                                             |
|  | †Anaspida                                                   |
|  |                                                             |
|  | Gnathostomata                                               |
|  |                                                             |

|  | †Anaspida     |
|  |               |
|  | Gnathostomata |
|  |               |

|  | †Galeaspida                                                    |
|  |                                                                |
|  | \| \| †Pituriaspida \| \| \| \| \| \| †Osteostraci \| \| \| \| |
|  |                                                                |
|  | †Pituriaspida                                                  |
|  |                                                                |
|  | †Osteostraci                                                   |
|  |                                                                |

|  | †Pituriaspida |
|  |               |
|  | †Osteostraci  |
|  |               |

|  | †Jamoytiiformes                                             |
|  |                                                             |
|  | †Euphanerida                                                |
|  |                                                             |
|  | \| \| †Anaspida \| \| \| \| \| \| Gnathostomata \| \| \| \| |
|  |                                                             |
|  | †Anaspida                                                   |
|  |                                                             |
|  | Gnathostomata                                               |
|  |                                                             |

|  | †Anaspida     |
|  |               |
|  | Gnathostomata |
|  |               |

|  | †Jamoytiiformes                                             |
|  |                                                             |
|  | †Euphanerida                                                |
|  |                                                             |
|  | \| \| †Anaspida \| \| \| \| \| \| Gnathostomata \| \| \| \| |
|  |                                                             |
|  | †Anaspida                                                   |
|  |                                                             |
|  | Gnathostomata                                               |
|  |                                                             |

|  | †Anaspida     |
|  |               |
|  | Gnathostomata |
|  |               |

|  | †Jamoytiiformes                                             |
|  |                                                             |
|  | †Euphanerida                                                |
|  |                                                             |
|  | \| \| †Anaspida \| \| \| \| \| \| Gnathostomata \| \| \| \| |
|  |                                                             |
|  | †Anaspida                                                   |
|  |                                                             |
|  | Gnathostomata                                               |
|  |                                                             |

|  | †Anaspida     |
|  |               |
|  | Gnathostomata |
|  |               |

|  | †Jamoytiiformes                                             |
|  |                                                             |
|  | †Euphanerida                                                |
|  |                                                             |
|  | \| \| †Anaspida \| \| \| \| \| \| Gnathostomata \| \| \| \| |
|  |                                                             |
|  | †Anaspida                                                   |
|  |                                                             |
|  | Gnathostomata                                               |
|  |                                                             |

|  | †Anaspida     |
|  |               |
|  | Gnathostomata |
|  |               |

|  | †Galeaspida                                                    |
|  |                                                                |
|  | \| \| †Pituriaspida \| \| \| \| \| \| †Osteostraci \| \| \| \| |
|  |                                                                |
|  | †Pituriaspida                                                  |
|  |                                                                |
|  | †Osteostraci                                                   |
|  |                                                                |

|  | †Pituriaspida |
|  |               |
|  | †Osteostraci  |
|  |               |

|  | †Jamoytiiformes                                             |
|  |                                                             |
|  | †Euphanerida                                                |
|  |                                                             |
|  | \| \| †Anaspida \| \| \| \| \| \| Gnathostomata \| \| \| \| |
|  |                                                             |
|  | †Anaspida                                                   |
|  |                                                             |
|  | Gnathostomata                                               |
|  |                                                             |

|  | †Anaspida     |
|  |               |
|  | Gnathostomata |
|  |               |

|  | †Jamoytiiformes                                             |
|  |                                                             |
|  | †Euphanerida                                                |
|  |                                                             |
|  | \| \| †Anaspida \| \| \| \| \| \| Gnathostomata \| \| \| \| |
|  |                                                             |
|  | †Anaspida                                                   |
|  |                                                             |
|  | Gnathostomata                                               |
|  |                                                             |

|  | †Anaspida     |
|  |               |
|  | Gnathostomata |
|  |               |

|  | †Jamoytiiformes                                             |
|  |                                                             |
|  | †Euphanerida                                                |
|  |                                                             |
|  | \| \| †Anaspida \| \| \| \| \| \| Gnathostomata \| \| \| \| |
|  |                                                             |
|  | †Anaspida                                                   |
|  |                                                             |
|  | Gnathostomata                                               |
|  |                                                             |

|  | †Anaspida     |
|  |               |
|  | Gnathostomata |
|  |               |

|  | †Jamoytiiformes                                             |
|  |                                                             |
|  | †Euphanerida                                                |
|  |                                                             |
|  | \| \| †Anaspida \| \| \| \| \| \| Gnathostomata \| \| \| \| |
|  |                                                             |
|  | †Anaspida                                                   |
|  |                                                             |
|  | Gnathostomata                                               |
|  |                                                             |

|  | †Anaspida     |
|  |               |
|  | Gnathostomata |
|  |               |

|            | †Conodonta                                             |
|            |                                                        |
| Cyclostomi | \| \| Myxini \| \| \| \| \| \| Hyperoartia \| \| \| \| |
|            | \| \| Myxini \| \| \| \| \| \| Hyperoartia \| \| \| \| |
|            | Myxini                                                 |
|            |                                                        |
|            | Hyperoartia                                            |
|            |                                                        |

|  | Myxini      |
|  |             |
|  | Hyperoartia |
|  |             |

|  | †Galeaspida                                                    |
|  |                                                                |
|  | \| \| †Pituriaspida \| \| \| \| \| \| †Osteostraci \| \| \| \| |
|  |                                                                |
|  | †Pituriaspida                                                  |
|  |                                                                |
|  | †Osteostraci                                                   |
|  |                                                                |

|  | †Pituriaspida |
|  |               |
|  | †Osteostraci  |
|  |               |

|  | †Jamoytiiformes                                             |
|  |                                                             |
|  | †Euphanerida                                                |
|  |                                                             |
|  | \| \| †Anaspida \| \| \| \| \| \| Gnathostomata \| \| \| \| |
|  |                                                             |
|  | †Anaspida                                                   |
|  |                                                             |
|  | Gnathostomata                                               |
|  |                                                             |

|  | †Anaspida     |
|  |               |
|  | Gnathostomata |
|  |               |

|  | †Jamoytiiformes                                             |
|  |                                                             |
|  | †Euphanerida                                                |
|  |                                                             |
|  | \| \| †Anaspida \| \| \| \| \| \| Gnathostomata \| \| \| \| |
|  |                                                             |
|  | †Anaspida                                                   |
|  |                                                             |
|  | Gnathostomata                                               |
|  |                                                             |

|  | †Anaspida     |
|  |               |
|  | Gnathostomata |
|  |               |

|  | †Jamoytiiformes                                             |
|  |                                                             |
|  | †Euphanerida                                                |
|  |                                                             |
|  | \| \| †Anaspida \| \| \| \| \| \| Gnathostomata \| \| \| \| |
|  |                                                             |
|  | †Anaspida                                                   |
|  |                                                             |
|  | Gnathostomata                                               |
|  |                                                             |

|  | †Anaspida     |
|  |               |
|  | Gnathostomata |
|  |               |

|  | †Jamoytiiformes                                             |
|  |                                                             |
|  | †Euphanerida                                                |
|  |                                                             |
|  | \| \| †Anaspida \| \| \| \| \| \| Gnathostomata \| \| \| \| |
|  |                                                             |
|  | †Anaspida                                                   |
|  |                                                             |
|  | Gnathostomata                                               |
|  |                                                             |

|  | †Anaspida     |
|  |               |
|  | Gnathostomata |
|  |               |

|  | †Galeaspida                                                    |
|  |                                                                |
|  | \| \| †Pituriaspida \| \| \| \| \| \| †Osteostraci \| \| \| \| |
|  |                                                                |
|  | †Pituriaspida                                                  |
|  |                                                                |
|  | †Osteostraci                                                   |
|  |                                                                |

|  | †Pituriaspida |
|  |               |
|  | †Osteostraci  |
|  |               |

|  | †Jamoytiiformes                                             |
|  |                                                             |
|  | †Euphanerida                                                |
|  |                                                             |
|  | \| \| †Anaspida \| \| \| \| \| \| Gnathostomata \| \| \| \| |
|  |                                                             |
|  | †Anaspida                                                   |
|  |                                                             |
|  | Gnathostomata                                               |
|  |                                                             |

|  | †Anaspida     |
|  |               |
|  | Gnathostomata |
|  |               |

|  | †Jamoytiiformes                                             |
|  |                                                             |
|  | †Euphanerida                                                |
|  |                                                             |
|  | \| \| †Anaspida \| \| \| \| \| \| Gnathostomata \| \| \| \| |
|  |                                                             |
|  | †Anaspida                                                   |
|  |                                                             |
|  | Gnathostomata                                               |
|  |                                                             |

|  | †Anaspida     |
|  |               |
|  | Gnathostomata |
|  |               |

|  | †Jamoytiiformes                                             |
|  |                                                             |
|  | †Euphanerida                                                |
|  |                                                             |
|  | \| \| †Anaspida \| \| \| \| \| \| Gnathostomata \| \| \| \| |
|  |                                                             |
|  | †Anaspida                                                   |
|  |                                                             |
|  | Gnathostomata                                               |
|  |                                                             |

|  | †Anaspida     |
|  |               |
|  | Gnathostomata |
|  |               |

|  | †Jamoytiiformes                                             |
|  |                                                             |
|  | †Euphanerida                                                |
|  |                                                             |
|  | \| \| †Anaspida \| \| \| \| \| \| Gnathostomata \| \| \| \| |
|  |                                                             |
|  | †Anaspida                                                   |
|  |                                                             |
|  | Gnathostomata                                               |
|  |                                                             |

|  | †Anaspida     |
|  |               |
|  | Gnathostomata |
|  |               |

|  | †Galeaspida                                                    |
|  |                                                                |
|  | \| \| †Pituriaspida \| \| \| \| \| \| †Osteostraci \| \| \| \| |
|  |                                                                |
|  | †Pituriaspida                                                  |
|  |                                                                |
|  | †Osteostraci                                                   |
|  |                                                                |

|  | †Pituriaspida |
|  |               |
|  | †Osteostraci  |
|  |               |

|  | †Jamoytiiformes                                             |
|  |                                                             |
|  | †Euphanerida                                                |
|  |                                                             |
|  | \| \| †Anaspida \| \| \| \| \| \| Gnathostomata \| \| \| \| |
|  |                                                             |
|  | †Anaspida                                                   |
|  |                                                             |
|  | Gnathostomata                                               |
|  |                                                             |

|  | †Anaspida     |
|  |               |
|  | Gnathostomata |
|  |               |

|  | †Jamoytiiformes                                             |
|  |                                                             |
|  | †Euphanerida                                                |
|  |                                                             |
|  | \| \| †Anaspida \| \| \| \| \| \| Gnathostomata \| \| \| \| |
|  |                                                             |
|  | †Anaspida                                                   |
|  |                                                             |
|  | Gnathostomata                                               |
|  |                                                             |

|  | †Anaspida     |
|  |               |
|  | Gnathostomata |
|  |               |

|  | †Jamoytiiformes                                             |
|  |                                                             |
|  | †Euphanerida                                                |
|  |                                                             |
|  | \| \| †Anaspida \| \| \| \| \| \| Gnathostomata \| \| \| \| |
|  |                                                             |
|  | †Anaspida                                                   |
|  |                                                             |
|  | Gnathostomata                                               |
|  |                                                             |

|  | †Anaspida     |
|  |               |
|  | Gnathostomata |
|  |               |

|  | †Jamoytiiformes                                             |
|  |                                                             |
|  | †Euphanerida                                                |
|  |                                                             |
|  | \| \| †Anaspida \| \| \| \| \| \| Gnathostomata \| \| \| \| |
|  |                                                             |
|  | †Anaspida                                                   |
|  |                                                             |
|  | Gnathostomata                                               |
|  |                                                             |

|  | †Anaspida     |
|  |               |
|  | Gnathostomata |
|  |               |

|  | †Galeaspida                                                    |
|  |                                                                |
|  | \| \| †Pituriaspida \| \| \| \| \| \| †Osteostraci \| \| \| \| |
|  |                                                                |
|  | †Pituriaspida                                                  |
|  |                                                                |
|  | †Osteostraci                                                   |
|  |                                                                |

|  | †Pituriaspida |
|  |               |
|  | †Osteostraci  |
|  |               |

|  | †Jamoytiiformes                                             |
|  |                                                             |
|  | †Euphanerida                                                |
|  |                                                             |
|  | \| \| †Anaspida \| \| \| \| \| \| Gnathostomata \| \| \| \| |
|  |                                                             |
|  | †Anaspida                                                   |
|  |                                                             |
|  | Gnathostomata                                               |
|  |                                                             |

|  | †Anaspida     |
|  |               |
|  | Gnathostomata |
|  |               |

|  | †Jamoytiiformes                                             |
|  |                                                             |
|  | †Euphanerida                                                |
|  |                                                             |
|  | \| \| †Anaspida \| \| \| \| \| \| Gnathostomata \| \| \| \| |
|  |                                                             |
|  | †Anaspida                                                   |
|  |                                                             |
|  | Gnathostomata                                               |
|  |                                                             |

|  | †Anaspida     |
|  |               |
|  | Gnathostomata |
|  |               |

|  | †Jamoytiiformes                                             |
|  |                                                             |
|  | †Euphanerida                                                |
|  |                                                             |
|  | \| \| †Anaspida \| \| \| \| \| \| Gnathostomata \| \| \| \| |
|  |                                                             |
|  | †Anaspida                                                   |
|  |                                                             |
|  | Gnathostomata                                               |
|  |                                                             |

|  | †Anaspida     |
|  |               |
|  | Gnathostomata |
|  |               |

|  | †Jamoytiiformes                                             |
|  |                                                             |
|  | †Euphanerida                                                |
|  |                                                             |
|  | \| \| †Anaspida \| \| \| \| \| \| Gnathostomata \| \| \| \| |
|  |                                                             |
|  | †Anaspida                                                   |
|  |                                                             |
|  | Gnathostomata                                               |
|  |                                                             |

|  | †Anaspida     |
|  |               |
|  | Gnathostomata |
|  |               |

|            | †Conodonta                                             |
|            |                                                        |
| Cyclostomi | \| \| Myxini \| \| \| \| \| \| Hyperoartia \| \| \| \| |
|            | \| \| Myxini \| \| \| \| \| \| Hyperoartia \| \| \| \| |
|            | Myxini                                                 |
|            |                                                        |
|            | Hyperoartia                                            |
|            |                                                        |

|  | Myxini      |
|  |             |
|  | Hyperoartia |
|  |             |

|  | †Galeaspida                                                    |
|  |                                                                |
|  | \| \| †Pituriaspida \| \| \| \| \| \| †Osteostraci \| \| \| \| |
|  |                                                                |
|  | †Pituriaspida                                                  |
|  |                                                                |
|  | †Osteostraci                                                   |
|  |                                                                |

|  | †Pituriaspida |
|  |               |
|  | †Osteostraci  |
|  |               |

|  | †Jamoytiiformes                                             |
|  |                                                             |
|  | †Euphanerida                                                |
|  |                                                             |
|  | \| \| †Anaspida \| \| \| \| \| \| Gnathostomata \| \| \| \| |
|  |                                                             |
|  | †Anaspida                                                   |
|  |                                                             |
|  | Gnathostomata                                               |
|  |                                                             |

|  | †Anaspida     |
|  |               |
|  | Gnathostomata |
|  |               |

|  | †Jamoytiiformes                                             |
|  |                                                             |
|  | †Euphanerida                                                |
|  |                                                             |
|  | \| \| †Anaspida \| \| \| \| \| \| Gnathostomata \| \| \| \| |
|  |                                                             |
|  | †Anaspida                                                   |
|  |                                                             |
|  | Gnathostomata                                               |
|  |                                                             |

|  | †Anaspida     |
|  |               |
|  | Gnathostomata |
|  |               |

|  | †Jamoytiiformes                                             |
|  |                                                             |
|  | †Euphanerida                                                |
|  |                                                             |
|  | \| \| †Anaspida \| \| \| \| \| \| Gnathostomata \| \| \| \| |
|  |                                                             |
|  | †Anaspida                                                   |
|  |                                                             |
|  | Gnathostomata                                               |
|  |                                                             |

|  | †Anaspida     |
|  |               |
|  | Gnathostomata |
|  |               |

|  | †Jamoytiiformes                                             |
|  |                                                             |
|  | †Euphanerida                                                |
|  |                                                             |
|  | \| \| †Anaspida \| \| \| \| \| \| Gnathostomata \| \| \| \| |
|  |                                                             |
|  | †Anaspida                                                   |
|  |                                                             |
|  | Gnathostomata                                               |
|  |                                                             |

|  | †Anaspida     |
|  |               |
|  | Gnathostomata |
|  |               |

|  | †Galeaspida                                                    |
|  |                                                                |
|  | \| \| †Pituriaspida \| \| \| \| \| \| †Osteostraci \| \| \| \| |
|  |                                                                |
|  | †Pituriaspida                                                  |
|  |                                                                |
|  | †Osteostraci                                                   |
|  |                                                                |

|  | †Pituriaspida |
|  |               |
|  | †Osteostraci  |
|  |               |

|  | †Jamoytiiformes                                             |
|  |                                                             |
|  | †Euphanerida                                                |
|  |                                                             |
|  | \| \| †Anaspida \| \| \| \| \| \| Gnathostomata \| \| \| \| |
|  |                                                             |
|  | †Anaspida                                                   |
|  |                                                             |
|  | Gnathostomata                                               |
|  |                                                             |

|  | †Anaspida     |
|  |               |
|  | Gnathostomata |
|  |               |

|  | †Jamoytiiformes                                             |
|  |                                                             |
|  | †Euphanerida                                                |
|  |                                                             |
|  | \| \| †Anaspida \| \| \| \| \| \| Gnathostomata \| \| \| \| |
|  |                                                             |
|  | †Anaspida                                                   |
|  |                                                             |
|  | Gnathostomata                                               |
|  |                                                             |

|  | †Anaspida     |
|  |               |
|  | Gnathostomata |
|  |               |

|  | †Jamoytiiformes                                             |
|  |                                                             |
|  | †Euphanerida                                                |
|  |                                                             |
|  | \| \| †Anaspida \| \| \| \| \| \| Gnathostomata \| \| \| \| |
|  |                                                             |
|  | †Anaspida                                                   |
|  |                                                             |
|  | Gnathostomata                                               |
|  |                                                             |

|  | †Anaspida     |
|  |               |
|  | Gnathostomata |
|  |               |

|  | †Jamoytiiformes                                             |
|  |                                                             |
|  | †Euphanerida                                                |
|  |                                                             |
|  | \| \| †Anaspida \| \| \| \| \| \| Gnathostomata \| \| \| \| |
|  |                                                             |
|  | †Anaspida                                                   |
|  |                                                             |
|  | Gnathostomata                                               |
|  |                                                             |

|  | †Anaspida     |
|  |               |
|  | Gnathostomata |
|  |               |

|  | †Galeaspida                                                    |
|  |                                                                |
|  | \| \| †Pituriaspida \| \| \| \| \| \| †Osteostraci \| \| \| \| |
|  |                                                                |
|  | †Pituriaspida                                                  |
|  |                                                                |
|  | †Osteostraci                                                   |
|  |                                                                |

|  | †Pituriaspida |
|  |               |
|  | †Osteostraci  |
|  |               |

|  | †Jamoytiiformes                                             |
|  |                                                             |
|  | †Euphanerida                                                |
|  |                                                             |
|  | \| \| †Anaspida \| \| \| \| \| \| Gnathostomata \| \| \| \| |
|  |                                                             |
|  | †Anaspida                                                   |
|  |                                                             |
|  | Gnathostomata                                               |
|  |                                                             |

|  | †Anaspida     |
|  |               |
|  | Gnathostomata |
|  |               |

|  | †Jamoytiiformes                                             |
|  |                                                             |
|  | †Euphanerida                                                |
|  |                                                             |
|  | \| \| †Anaspida \| \| \| \| \| \| Gnathostomata \| \| \| \| |
|  |                                                             |
|  | †Anaspida                                                   |
|  |                                                             |
|  | Gnathostomata                                               |
|  |                                                             |

|  | †Anaspida     |
|  |               |
|  | Gnathostomata |
|  |               |

|  | †Jamoytiiformes                                             |
|  |                                                             |
|  | †Euphanerida                                                |
|  |                                                             |
|  | \| \| †Anaspida \| \| \| \| \| \| Gnathostomata \| \| \| \| |
|  |                                                             |
|  | †Anaspida                                                   |
|  |                                                             |
|  | Gnathostomata                                               |
|  |                                                             |

|  | †Anaspida     |
|  |               |
|  | Gnathostomata |
|  |               |

|  | †Jamoytiiformes                                             |
|  |                                                             |
|  | †Euphanerida                                                |
|  |                                                             |
|  | \| \| †Anaspida \| \| \| \| \| \| Gnathostomata \| \| \| \| |
|  |                                                             |
|  | †Anaspida                                                   |
|  |                                                             |
|  | Gnathostomata                                               |
|  |                                                             |

|  | †Anaspida     |
|  |               |
|  | Gnathostomata |
|  |               |

|  | †Galeaspida                                                    |
|  |                                                                |
|  | \| \| †Pituriaspida \| \| \| \| \| \| †Osteostraci \| \| \| \| |
|  |                                                                |
|  | †Pituriaspida                                                  |
|  |                                                                |
|  | †Osteostraci                                                   |
|  |                                                                |

|  | †Pituriaspida |
|  |               |
|  | †Osteostraci  |
|  |               |

|  | †Jamoytiiformes                                             |
|  |                                                             |
|  | †Euphanerida                                                |
|  |                                                             |
|  | \| \| †Anaspida \| \| \| \| \| \| Gnathostomata \| \| \| \| |
|  |                                                             |
|  | †Anaspida                                                   |
|  |                                                             |
|  | Gnathostomata                                               |
|  |                                                             |

|  | †Anaspida     |
|  |               |
|  | Gnathostomata |
|  |               |

|  | †Jamoytiiformes                                             |
|  |                                                             |
|  | †Euphanerida                                                |
|  |                                                             |
|  | \| \| †Anaspida \| \| \| \| \| \| Gnathostomata \| \| \| \| |
|  |                                                             |
|  | †Anaspida                                                   |
|  |                                                             |
|  | Gnathostomata                                               |
|  |                                                             |

|  | †Anaspida     |
|  |               |
|  | Gnathostomata |
|  |               |

|  | †Jamoytiiformes                                             |
|  |                                                             |
|  | †Euphanerida                                                |
|  |                                                             |
|  | \| \| †Anaspida \| \| \| \| \| \| Gnathostomata \| \| \| \| |
|  |                                                             |
|  | †Anaspida                                                   |
|  |                                                             |
|  | Gnathostomata                                               |
|  |                                                             |

|  | †Anaspida     |
|  |               |
|  | Gnathostomata |
|  |               |

|  | †Jamoytiiformes                                             |
|  |                                                             |
|  | †Euphanerida                                                |
|  |                                                             |
|  | \| \| †Anaspida \| \| \| \| \| \| Gnathostomata \| \| \| \| |
|  |                                                             |
|  | †Anaspida                                                   |
|  |                                                             |
|  | Gnathostomata                                               |
|  |                                                             |

|  | †Anaspida     |
|  |               |
|  | Gnathostomata |
|  |               |

## Taxonomía
La familia Myxinidae incluye dos subfamilias:
- Géneros basales
  - ? Myxinikela
  - ? Gilpichthys
- Subfamilia Eptatretinae
  - Quadratus
  - Eptatretus
  - Rubicundus
- Subfamilia Myxininae
  - Myxine
  - Notomyxine
  - Nemamyxine
  - Notomyxine